# 马江镇 (昭平县)
马江镇，是中华人民共和国广西壮族自治区贺州市昭平县下辖的一个乡镇级行政单位。

## 行政区划
马江镇下辖以下地区：
马江街社区、水运社区、熊埠村、白梅村、盘古村、江塘村、砂冲村、古袍村、新兴村、湾岛村、花罗村、清洲村、东旺村、枫木村、古岛村和沙婆村。